# Chithode
Chithode (o Chittode) è una suddivisione dell'India, classificata come town panchayat, di 7.695 abitanti, situata nel distretto di Erode, nello stato federato del Tamil Nadu. In base al numero di abitanti la città rientra nella classe V (da 5.000 a 9.999 persone).

## Geografia fisica
La città è situata a 11° 24' 29 N e 77° 39' 07 E.

## Società

### Evoluzione demografica
Al censimento del 2001 la popolazione di Chithode assommava a 7.695 persone, delle quali 3.912 maschi e 3.783 femmine. I bambini di età inferiore o uguale ai sei anni assommavano a 628, dei quali 334 maschi e 294 femmine. Infine, coloro che erano in grado di saper almeno leggere e scrivere erano 5.359, dei quali 3.069 maschi e 2.290 femmine.